# Piedade do Rio Grande
Piedade do Rio Grande este un oraș în Minas Gerais, Brazilia.